# Les Aventures de Sherlock Holmes : La Nuit des sacrifiés
Les Aventures de Sherlock Holmes : La Nuit des sacrifiés  est un jeu vidéo d'aventure développé par Frogwares et sorti en France le 23 novembre 2006 sur PC. Le 16 octobre 2008, le jeu a connu une réédition nommée « version remasterisée », apportant de nouvelles fonctionnalités au système de jeu.
Il constitue le troisième jeu de la série Sherlock Holmes développée par le studio Frogwares après Le Mystère de la Momie (2002), La Boucle d'argent (2004) et avant Sherlock Holmes contre Arsène Lupin (2007).
L'aventure se déroule en 1894 et croise l'univers de Sherlock Holmes avec celui du Mythe de Cthulhu.
Un remake (en partie réécrit afin d'incorporer plus profondément le mythe de Chtulhu) intitulé Sherlock Holmes: The Awakened, a été développé pour Microsoft Windows, Nintendo Switch, Xbox One, PlayStation 4, Xbox Series, PlayStation 5 et est sorti le 11 avril 2023 à l'international. 

## Trame

### Scénario

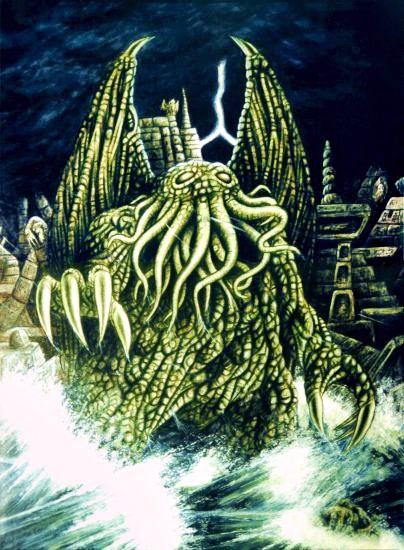
Les membres de la secte vénèrent Cthulhu.

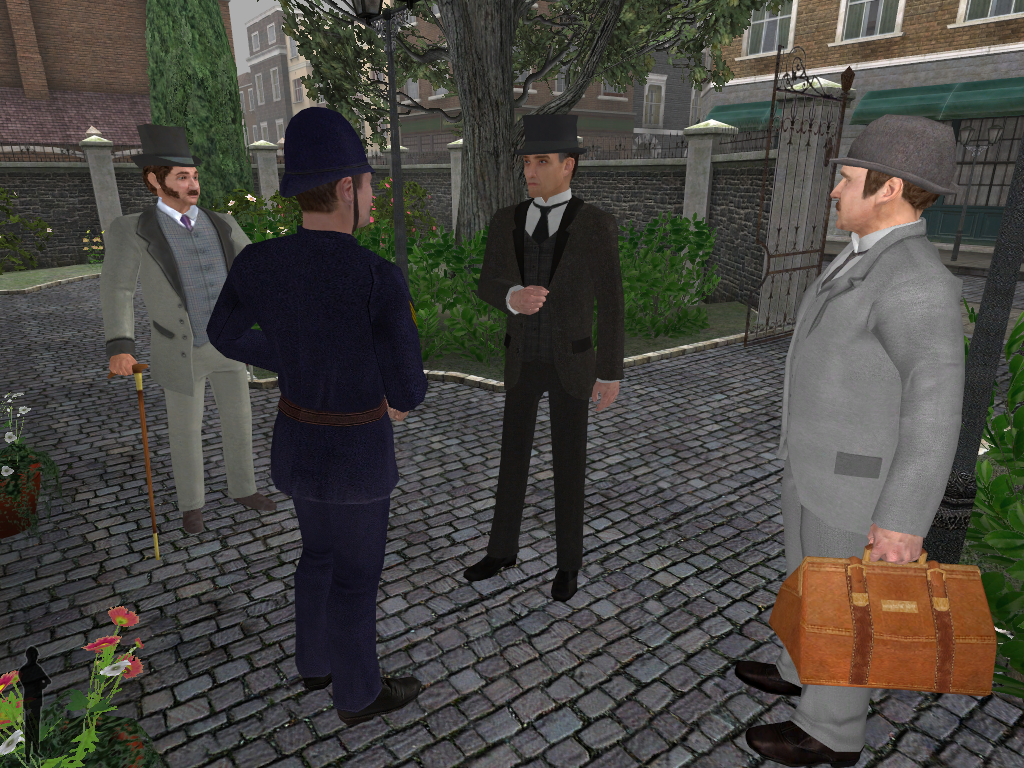
Holmes et Watson, en compagnie du Capitaine Stenwick et d'un agent de Scotland Yard.

Au 221B Baker Street, le docteur Watson fait part à Sherlock Holmes du problème de l'un de ses clients, le capitaine Stenwick. Ce dernier avait un serviteur aborigène qui a mystérieusement disparu. Les investigations de Holmes chez Stenwick l'amènent à favoriser la piste d'un enlèvement. Son enquête le pousse plus tard vers les quais de la Tamise, où il y découvre qu'un Népalais a également disparu et qu'un marin impliqué dans des affaires louches a recruté un équipage quelque temps auparavant. Dans le sous-sol d'un entrepôt, Holmes et Watson découvrent les locaux d'une secte ayant servi de dépôt dans le cadre d'un trafic d'être humains. Ceux-ci ont été maintenus endormis par le biais de narcotiques. Dans ces locaux, les deux hommes découvrent un cadavre mutilé, celui d'Amos Cosby, un détective privé américain. Les indices laissés par ce dernier poussent Holmes et Watson à partir enquêter dans un hôpital psychiatrique près de Bâle en Suisse, l'Edelweiss Noir, qui a fourni les drogues utilisées par la secte.
En Suisse, Holmes décide de ne pas se présenter à l'hôpital et envoie Watson seul, sous couvert d'une étude sur les méthodes de soin suisses. À peine Watson est-il arrivé qu'un homme entre dans le sanatorium, déclarant être Amos Cosby. Watson donne l'alerte et l'homme est saisi par les médecins. L'imposteur est en réalité Holmes qui, ainsi infiltré dans l'hôpital, peut le visiter à sa guise. Il y découvre que le docteur Gigax, qui dirige l'établissement, pratique des expériences sur des cerveaux humains pour rendre les sujets plus dociles. Les sous-sols de l'hôpital ont abrité un temps des individus captifs d'origines diverses, qui ont ensuite été envoyées en Angleterre. Holmes rencontre également un être étrange et mystique qui se fait appeler « Lumière des Abysses » et semble revêtir une certaine importance au sein du culte de la secte présente en Angleterre. Enfin, il découvre que les drogues fournies ont été payées avec des pierres précieuses venant de La Nouvelle-Orléans. Après s'être échappé de l'hôpital, Holmes retrouve Watson et tous deux partent en Amérique.
Après plusieurs semaines de traversée en bateau, Holmes et Watson arrivent à La Nouvelle-Orléans, mais n'y sont pas les bienvenus. Le shérif local demande aux deux hommes de repartir immédiatement. On informe cependant Holmes qu'un certain Arnesson aurait un lien avec l'affaire. En se rendant chez lui, Holmes et Watson découvrent une maison abandonnée, et le cadavre du jardinier dans le salon. Des traces de sang permettent au détective de conclure qu'Arnesson a été assommé et tiré vers les marais par l'un de ses domestiques affiliés à la secte, après avoir découvert les agissements de celui-ci. Un jeune domestique, témoin des faits, remet aux deux enquêteurs un papier comprenant une suite de chiffres en lien avec l'affaire. La nuit venue, Holmes et Watson explorent les marais et découvrent une île sur laquelle sont pendus des cadavres mutilés. Arnesson, blessé, s'y trouve également. Holmes s'empare d'un étrange livre. Il rentre finalement à Londres avec Watson.

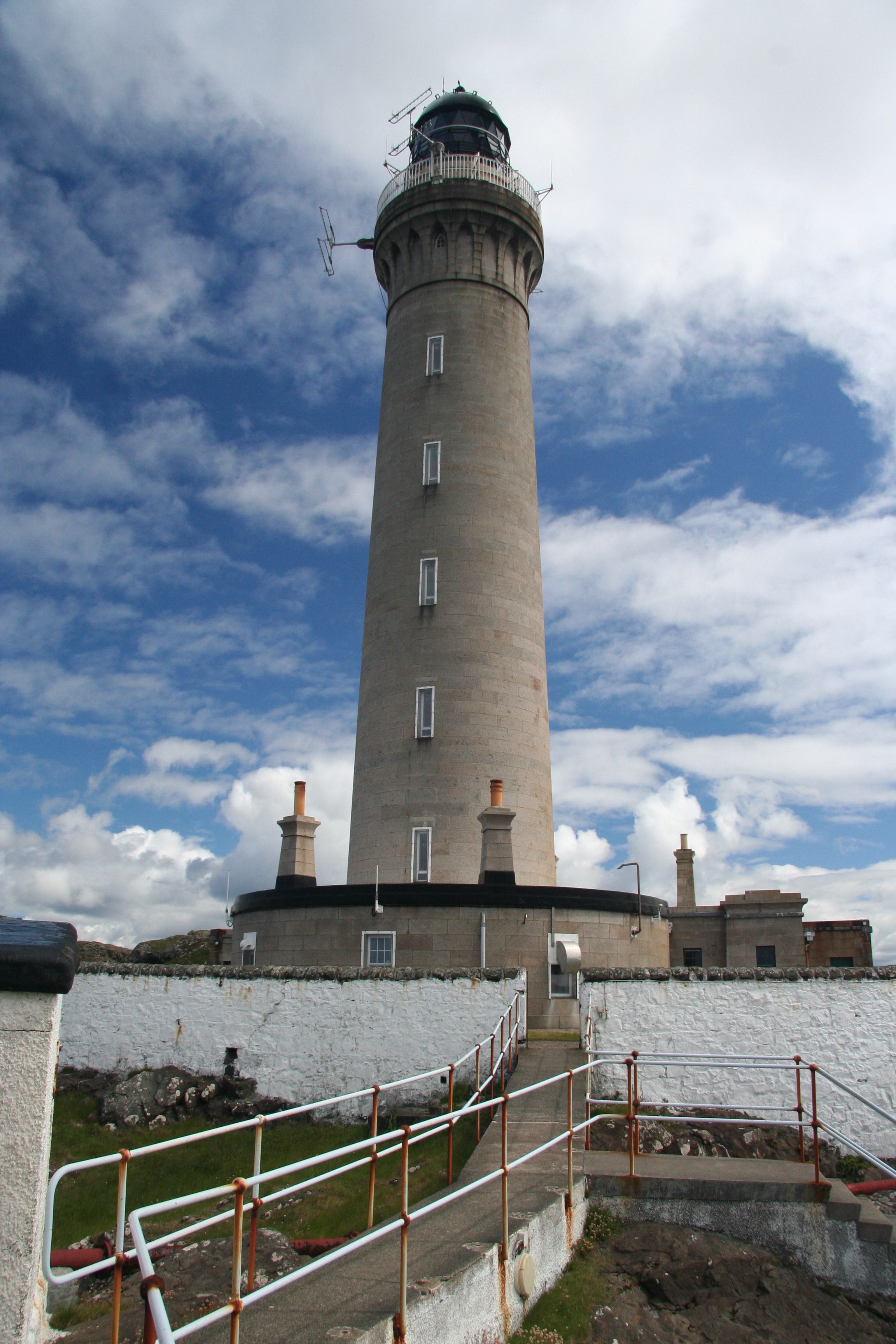
Le phare d'Ardnamurchan où se déroule la phase finale de l'enquête.

La suite de chiffres se révèle être un code pour signaler les coordonnées d'un phare écossais, situé dans la région d'Ardnamurchan. Le livre prophétise la venue d'une créature marine et demande pour cela de sacrifier des hommes issus des différents groupes ethniques du monde depuis une grande tour surplombant l'eau. Ayant compris les intentions des membres de la secte, Holmes et Watson se rendent en Écosse et pénètrent dans le phare où ils font connaissance avec le responsable de ces sacrifices : Lord Archibald Rochester. Après une âpre lutte avec ses hommes de main, Holmes et Watson réussissent à mettre fin aux sacrifices. Lord Rochester est quant à lui emporté par une vague surnaturelle, laissant penser que ses incantations étaient effectivement sur le point de produire un bouleversement venu du fond de l'océan.

### Allusions diverses
Frogwares a placé dans La Nuit des sacrifiés plusieurs allusions à l'univers du détective ainsi qu'à d'autres œuvres de la littérature policière.
Au début de l'aventure, Holmes achète le journal à un jeune garçon dans Baker Street. Il s'agit d'un exemplaire du Strand Magazine, journal dans lequel Arthur Conan Doyle faisait paraître les aventures du détective.
Par ailleurs, Hercule Poirot fait son apparition dans le jeu sous l'apparence d'un jeune enfant rencontrant Sherlock Holmes dans le train ramenant le détective et Watson de leur voyage en Suisse. Au cours d'une courte cinématique, Poirot essaie d'ouvrir une boîte sans y parvenir ; Holmes tend alors la main pour que le jeune garçon lui donne sa boîte, et résout le mécanisme d'ouverture sous les yeux médusés du futur enquêteur. Cette même cinématique se termine sur un plan global du compartiment du train dans lequel sont assis Holmes et Watson, allusion à plusieurs illustrations des aventures du détective réalisées par Sidney Paget représentant les deux compagnons sont un angle exactement semblable[réf. nécessaire].

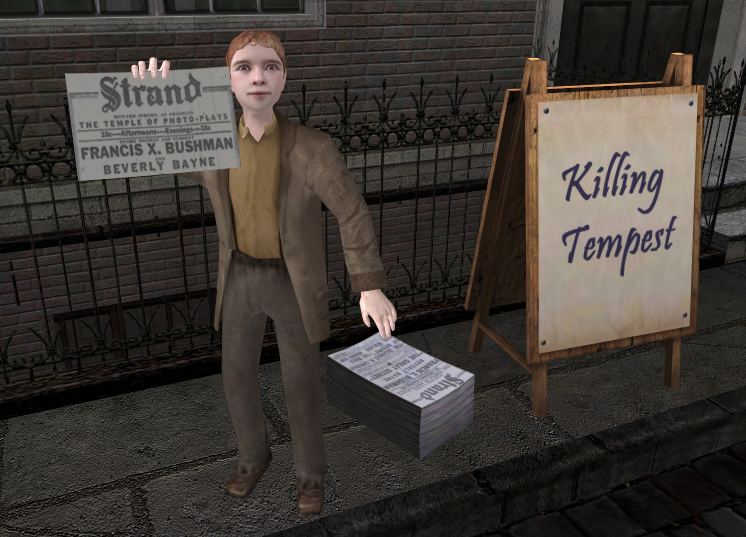
Un jeune homme vendant le Strand.
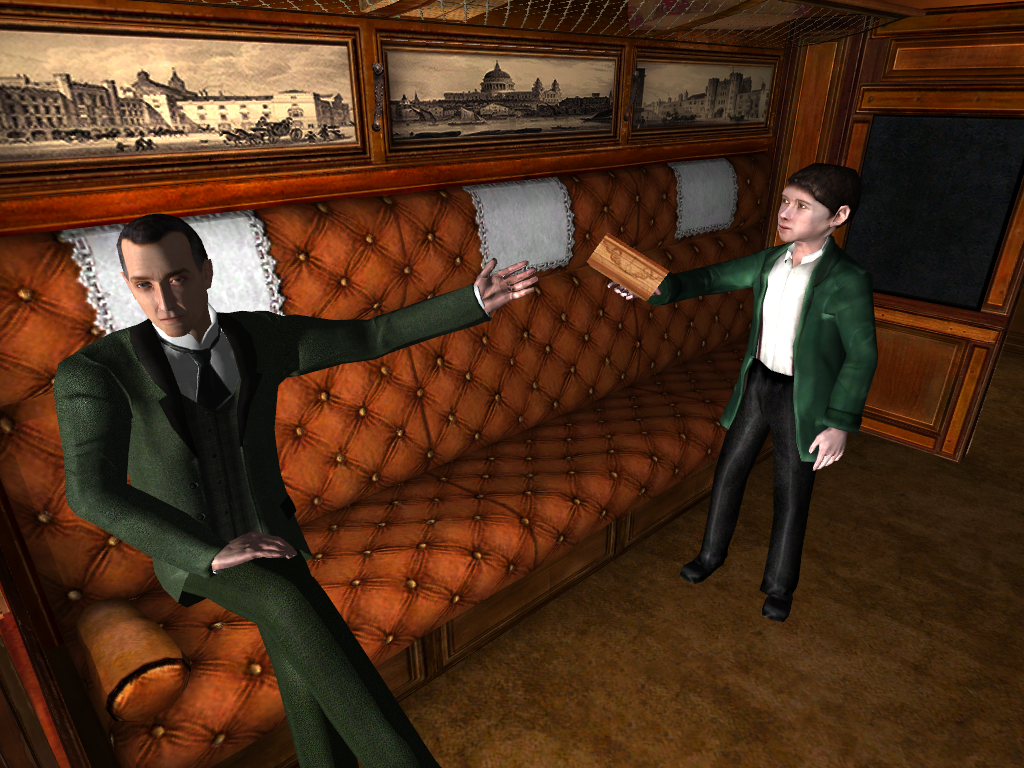
Holmes tendant le bras pour que Hercule Poirot lui donne sa boîte.
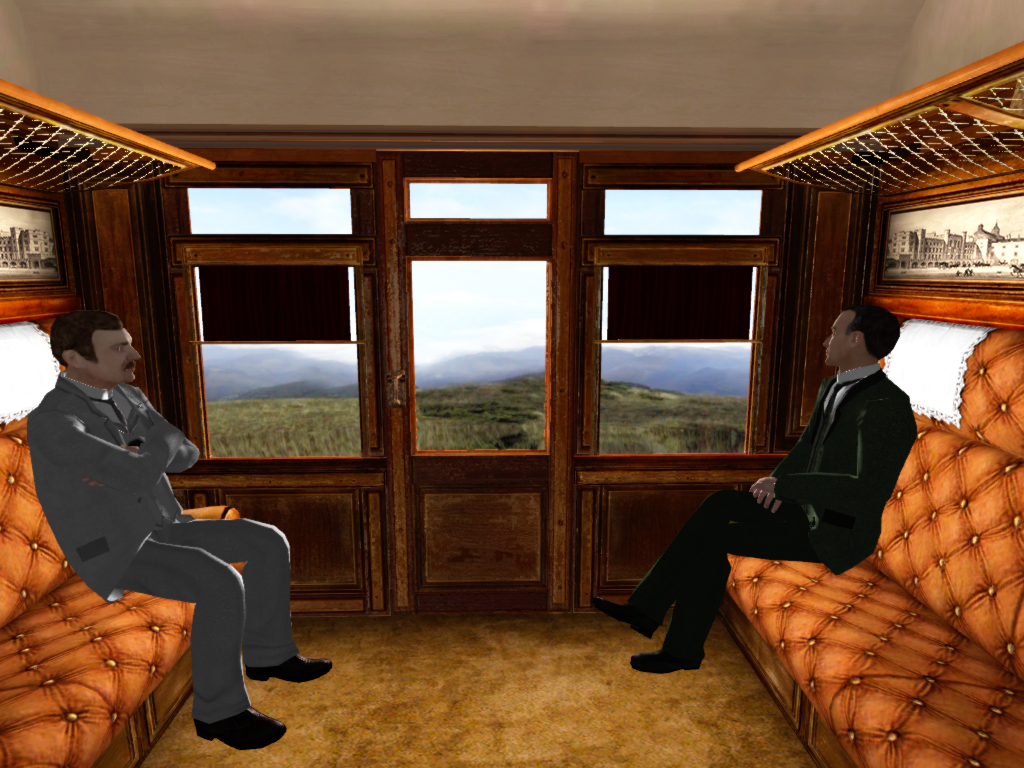
Holmes et Watson dans le train revenant de Suisse, vus sous un angle rappelant les dessins de Sidney Paget.
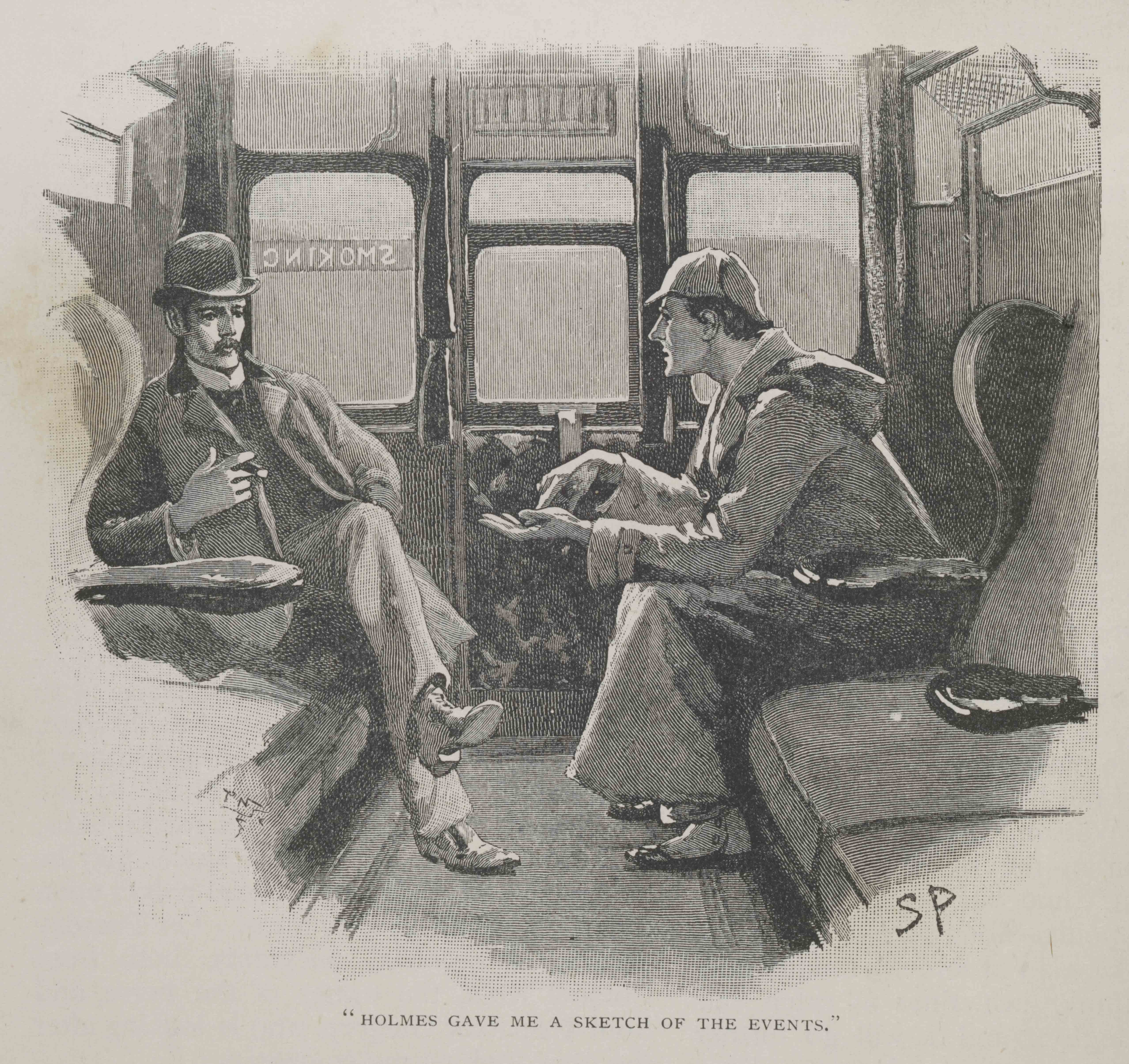
Une illustration de Sidney Paget pour la nouvelle Flamme d'Argent, représentant les deux amis dans le train.

## Système de jeu

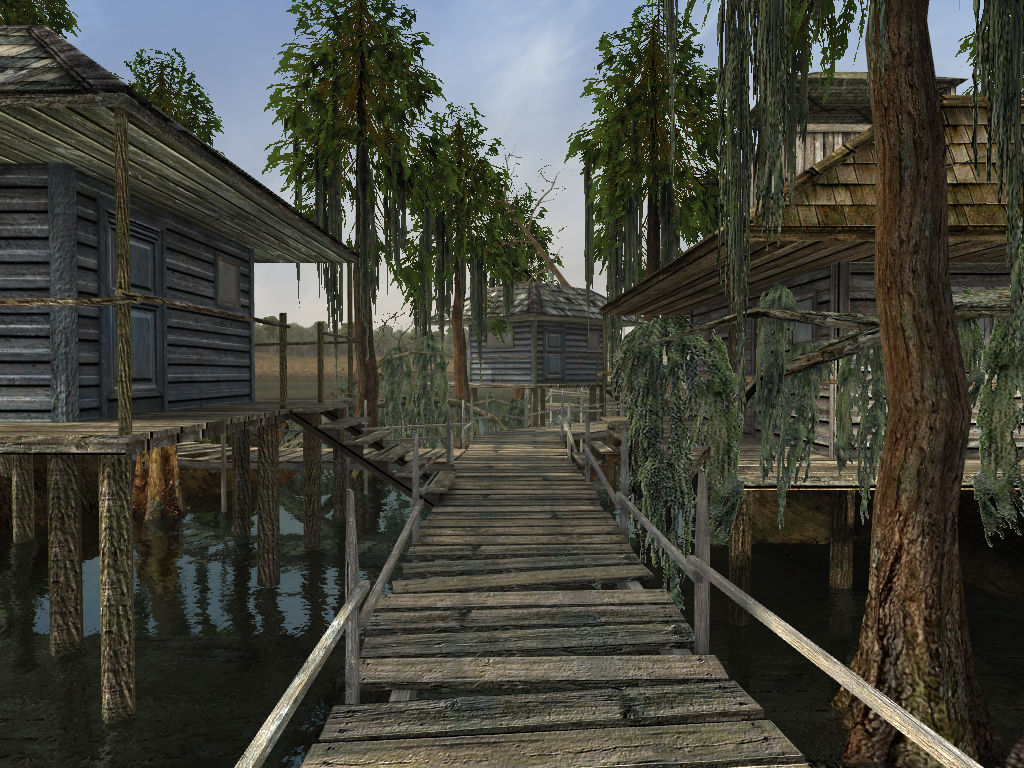
Capture d'écran à La Nouvelle-Orléans, donnant un aperçu du gameplay du jeu.

Le jeu se déroule dans un espace en 3D. Le joueur y incarne alternativement Sherlock Holmes ou le Docteur Watson en vision subjective. Dans la version remasterisée de 2008, la possibilité d'une vision objective a été ajoutée, permettant au joueur de voir son personnage à l'écran au lieu de l'incarner en voyant la scène à travers ses yeux. Les déplacements du joueur peuvent se faire avec la souris ou avec les flèches directionnelles du clavier. Les interactions avec l'environnement (ramasser un objet, actionner un mécanisme, entrer en conversation avec un autre personnage) se font avec la souris.
Pour ajouter de la difficulté au jeu, le joueur doit de temps en temps répondre à une question de Holmes en tapant la réponse (un mot ou un nom de personne) au clavier.

## Développement
Le jeu est annoncé au grand public en septembre 2005, avec une sortie prévue pour octobre 2006. Le développement du jeu tient les délais prévus et dure un an, avec un démarrage du projet en octobre 2005 et une première sortie commerciale en novembre 2006. Peu de temps avant le démarrage du projet, plusieurs membres de l'équipe technique de Frogwares quittent néanmoins leur poste pour créer leur propre studio : la situation engendre initialement un retard que Frogwares doit rattraper par la suite, ce qui amène les développeurs à travailler sept jours sur sept pendant les trois derniers mois du projet. Ces conditions difficiles se traduisent par la persistance d'imperfections dans la version commercialisée du jeu, amenant Frogwares à sortir rapidement un patch pour améliorer certains détails,.
Sur le plan aussi bien technique que scénaristique, Frogwares reprend plusieurs éléments de son précédent jeu, 80 Jours. L'environnement en 3D est ainsi conservé, tout comme le choix d'un scénario centré sur la réalisation de voyages lointains : « Sherlock Holmes va voyager : Suisse, Floride, Ecosse… Il va faire lui aussi son tour du monde, mais à la Sherlock » affirme à la presse Waël Amr, président du studio, alors que la production du jeu n'a pas encore démarré. Le studio souhaite par ailleurs rester fidèle à l'univers du détective : « Ca sera vraiment un jeu pour les holmésiens, avec beaucoup de références sur Holmes, avant et après sa disparition ». Toujours sur le plan scénaristique, le studio fait appel pour la première fois à l'univers surnaturel de l'écrivain H. P. Lovecraft, qu'il confronte à l'univers rationnel de Sherlock Holmes. « La Nuit des Sacrifiés est la rencontre entre le prêtre du rationnel et le prêtre de l'irrationnel, Sherlock Holmes et H. P. Lovecraft. Le problème était de ne pas tomber dans la série B, et nous avons su l'éviter » commente a posteriori le directeur du studio, qui précise : « Ce que nous avions raté avec 80 Jours, nous l'avons réussi avec La Nuit des Sacrifiés ». L'envie de faire appel à l'univers de Lovecraft provient notamment de la passion des développeurs pour le jeu de rôle sur plateau L'Appel de Cthulhu.
En 2008, Frogwares sort une version dite « remasterisée » du jeu, incluant la possibilité pour les joueurs d'adopter un nouveau point de vue à la troisième personne, en plus du point de vue à la première personne de la version d'origine. L'idée de proposer ce choix entre les deux points de vue était apparue dès le développement initial du jeu, mais avait dû être abandonnée. En 2009, Waël Amr explique que la sortie de cette version remasterisée provient des débats récurrents qui animent la communauté des joueurs : « C'est un sujet permanent sur les forums de jeux d'aventure. D'après un récent sondage, 50% des joueurs de jeux d'aventure veulent jouer à la troisième personne, 20% à la première personne et 30% apprécient les deux points de vue. Ca nous a amenés à résoudre le problème en proposant à tous les joueurs le choix entre les deux points de vue ». La nouvelle version du jeu comporte également un système d'aide pour les joueurs en difficultés,. La version remasterisée du jeu est portée sur iPad en 2013.
Parmi les autres idées abandonnées en cours de développement, le studio avait initialement prévu de réaliser un film d'environ une heure, composé de séquences du jeu, qui serait sorti directement sur DVD et aurait été vendu de manière indépendante. Ce projet, annoncé en 2005, n'a jamais été réalisé.

## Accueil

### Critique
| Média                                     | Note   |
| ----------------------------------------- | ------ |
| Presse généraliste                        |        |
| Jeuxvideo.com                             | 14/20  |
| Gamekult                                  | 6/10   |
| GameSpot                                  | 8,3/10 |
| IGN                                       | 8,1/10 |
| Presse spécialisée dans le jeu d'aventure |        |
| Adventure Gamers                          | 3/5    |

### Récompenses
En janvier 2008, le site américain GameSpot a décerné à La Nuit des sacrifiés le titre de « meilleure exploitation de licence 2007 » (en anglais : « Best Use of a Creative License »).

## Doublage
Les acteurs ayant doublé les voix françaises sont les suivants :
- Benoît Allemane : Sherlock Holmes
- Bruno Magne : Docteur Watson
- Sylvain Lemarié : Capitaine Stenwick, « Champagne » (pêcheur de La Nouvelle-Orléans), « Lumière des Abysses », Bauer (patient de l'Edelweiss Noir), Professeur Moriarty.
- Pierre Tessier : le libraire Barnes, le Docteur Gigax, la barman du port anglais, Becker (patient de l'Edelweiss Noir), le Commissaire Bilger (policier suisse), deux hommes noirs, Wolff (à l'Edelweiss Noir), le shérif Flemming (à La Nouvelle-Orléans), un infirmier de l'Edelweiss Noir, le conducteur du fiacre, un homme hindou, un passant de Londres, un homme alcoolique.
- Patrick Borg : Arneson, Ashmat, Rochester, le chef Noir, Kuntz (à l'Edelweiss Noir), Dirty Sommers (au phare écossais), le garde de la banque à La Nouvelle-Orléans, un policier, deux shérifs de La Nouvelle-Orléans.
- Laura Blanc : Davy (jeune garçon cloîtré chez Arneson), Eulah (sœur de Davy), Hercule Poirot (enfant dans le train), Lucy (à La Nouvelle-Orléans), Gerda (patiente de l'Edelweiss Noir), un patiente folle de l'Edelweiss Noir.
- Florence Dumortier : Eva (patiente de l'Edelweiss Noir), la femme népalaise, une passante de Londres.
- Danièle Hazan : Fraulein Müller (à la réception de l'Edelweiss Noir), Hildegarde (cuisinière de l'Edelweiss Noir), la mère d'Hercule Poirot (dans le train), la maquerelle dans le port de La Nouvelle-Orléans.
- Damien Laquet : un homme chinois (à La Nouvelle-Orléans), l'homme connaissant le dénommé Brannoch, Maurizio (à l'Edelweiss Noir), le jeune marchand de journaux dans Baker Street, le postier malade du port anglais, un marin (dans le port anglais), le bagagiste du train (à la fin de la séquence avec Hercule Poirot).

Dans la version du jeu en anglais, Rick Simmonds double Sherlock Holmes, tandis que David Riley double le Docteur Watson. Les autres voix du jeu sont assurées par Andy Hoyle, Andy Tuvey, Bria Walker, Delia Corrie, John Bell et Miriam Millikin.

## Postérité
Dès 2005, Frogwares envisage que La Nuit des Sacrifiés soit le premier opus d'un triptyque opposant Sherlock Holmes à trois univers distincts : le monde de Cthulhu (La Nuit des Sacrifiés), Arsène Lupin et enfin Jack l'Éventreur,. Le studio réalisera effectivement ce projet en sortant par la suite les jeux Sherlock Holmes contre Arsène Lupin (2007) puis Sherlock Holmes contre Jack l'Éventreur (2009). L'univers de H. P. Lovecraft, exploité dans ce jeu, devient également en 2019 le cadre principal du jeu The Sinking City de Frogwares.